# Episodi di Chesapeake Shores (seconda stagione)
La seconda stagione della serie televisiva Chesapeake Shores, composta da 10 episodi, è stata trasmessa negli Stati Uniti da Hallmark Channel, dal 6 agosto all'8 ottobre 2017.
In Italia, la stagione è stata pubblicata interamente su Netflix il 9 agosto 2018.
| nº | Titolo originale                   | Titolo italiano Netflix                 | Titolo italiano TV         | Prima TV USA      | Pubblicazione Italia |
| -- | ---------------------------------- | --------------------------------------- | -------------------------- | ----------------- | -------------------- |
| 1  | Secrets, Lies, and School Supplies | Segreti, bugie e shopping per la scuola | Segreti, bugie e shopping  | 6 agosto 2017     | 9 agosto 2018        |
| 2  | Pasts and Presents                 | Passato e presente                      | Passato e presente         | 13 agosto 2017    | 9 agosto 2018        |
| 3  | Photographs and Memories           | Fotografie e ricordi                    | Fotografie e ricordi       | 20 agosto 2017    | 9 agosto 2018        |
| 4  | It's Always Nashville              | È sempre Nashville                      | È sempre Nashville         | 27 agosto 2017    | 9 agosto 2018        |
| 5  | Buried Treasures                   | Tesori sepolti                          | Tesori sepolti             | 3 settembre 2017  | 9 agosto 2018        |
| 6  | Grand Openings                     | L'inaugurazione                         | Grande inaugurazione       | 10 settembre 2017 | 9 agosto 2018        |
| 7  | All Our Yesterdays                 | Tutti i nostri ieri                     | L'importanza del presente  | 17 settembre 2017 | 9 agosto 2018        |
| 8  | Forest Through the Trees           | Nella foresta                           | Con Nashville non è finita | 24 settembre 2017 | 9 agosto 2018        |
| 9  | The Royal Court                    | La corte reale                          | Le otto fasi               | 1º ottobre 2017   | 9 agosto 2018        |
| 10 | Freefall                           | Caduta libera                           | Caduta libera              | 8 ottobre 2017    | 9 agosto 2018        |